# Bugsy
Bugsy er en amerikansk gangsterfilm fra 1991 instrueret af Barry Levinson efter bog af James Toback. Filmen var nomineret til ti Oscars, bl.a. bedste mandlige hovedrolle (Warren Beatty), to Oscar-nomineringer for bedste mandlige birolle til Harvey Keitel og Ben Kingsley og en Oscar-nominering til Barry Levinson for bedste instruktør.
Filmen er løseligt baseret på gangsteren Bugsy Siegels liv.

## Medvirkende
- Warren Beatty som Ben "Bugsy" Siegel
- Annette Bening som Virginia Hill
- Harvey Keitel som Mickey Cohen
- Ben Kingsley som Meyer Lansky
- Elliott Gould som Harry Greenberg
- Joe Mantegna som George Raft
- Richard C. Sarafian som Jack Dragna
- Bebe Neuwirth som grevinde Dorothy di Frasso
- Giancarlo Scandiuzzi
- Wendy Phillips som Esta Siegel, Bugsys første hustru
- Stefanie Mason som Millicent Siegel, Bugsys ældste datter
- Kimberly McCullough, som Barbara Siegel, Bugsys datter
- Andy Romano som Del Webb, hovedentreprenør for The Flamingo
- Robert Beltran
- Bill Graham som Charlie Luciano
- Lewis Van Bergen som Joe Adonis
- Joseph Roman som Moe Sedway
- James Toback som Gus Greenbaum
- Don Carrara
- Carmine Caridi som Frank Costello

## Ekstern henvisning
- Bugsy på Internet Movie Database (engelsk)
- Bugsy på Filmdatabasen
- Bugsy på Scope
- Bugsy i Svensk Filmdatabas (svensk)
- Bugsy på AlloCiné (fransk)
- Bugsy på MovieMeter (nederlandsk)
- Bugsy på AllMovie (engelsk)
- Bugsy hos American Film Institute (engelsk)
- Bugsys profil hos Encyclopædia Britannica Online (engelsk)
- Bugsy på Turner Classic Movies (engelsk)
- Bugsy i Filmdatabasen